# Laguna Guayaques
La laguna Guayaques es una laguna salina altoandina del suroeste de Bolivia, ubicada en el departamento de Potosí dentro de la Reserva Nacional de Fauna Andina Eduardo Abaroa. La laguna presenta unas dimensiones de 1,7 kilómetros de largo por 1,4 kilómetros de ancho y una superficie de 1,43 km², tiene una coloración verde oscura .